# Stadskasteel

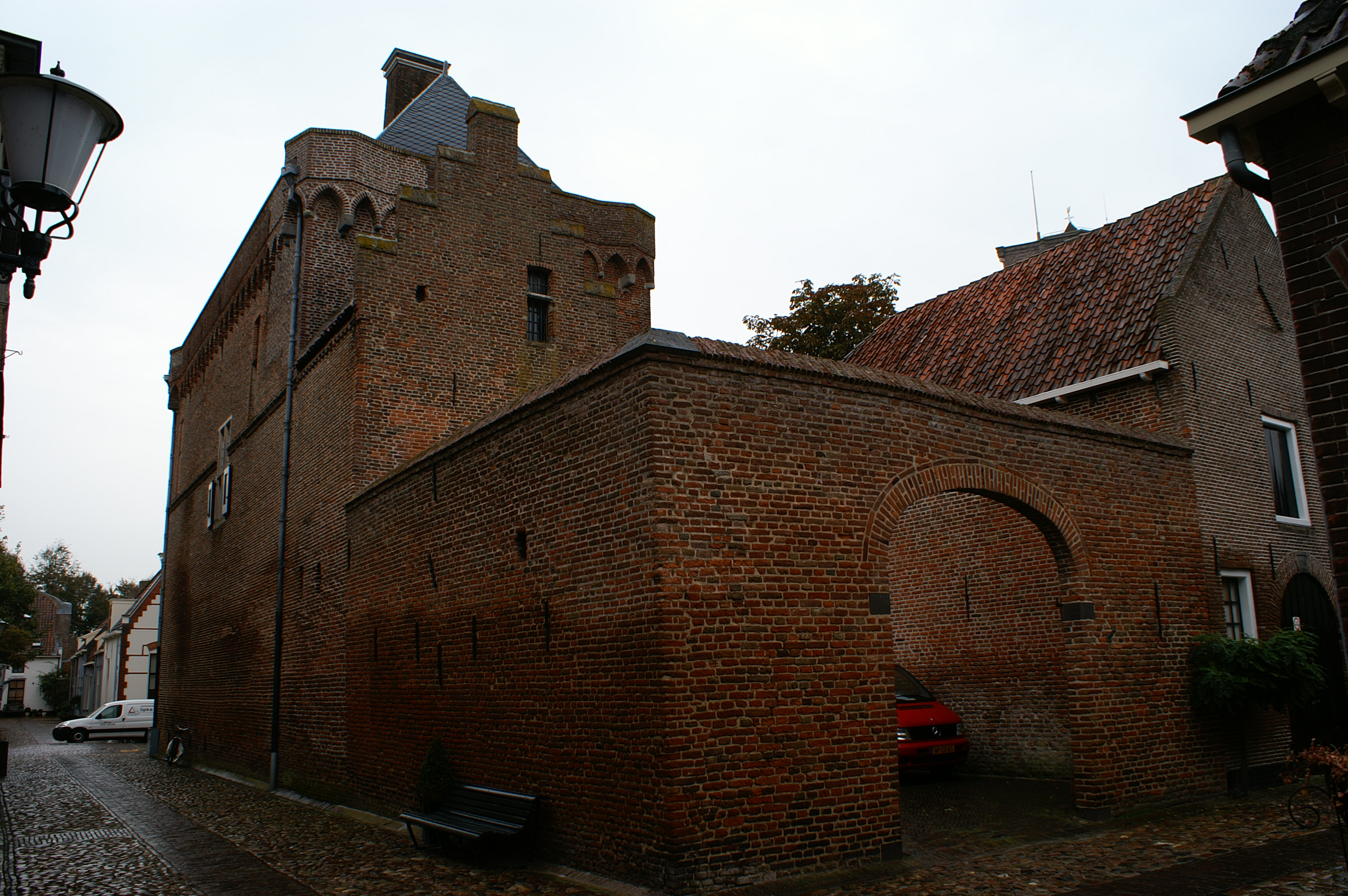
Arent thoe Boecophuis, Elburg

Een stadskasteel is een (versterkte) stenen woning van een rijke of adellijke familie, die binnen de stadsmuren van een middeleeuwse stad is gelegen. Bekend zijn de Utrechtse stadskastelen. Deze waren echter nooit bedoeld om een belegering te doorstaan. Het kasteel- of torenachtige uiterlijk was vooral een gevolg van statusoverwegingen. Een extreem voorbeeld is te vinden in het Toscaanse plaatsje San Gimignano.

## Voorbeelden
Voorbeelden van stadskastelen met (voornamelijk) een woonhuisfunctie zijn:
- De Ridderzaal in Den Haag
- Oudaen, Fresenburch, Groot Blankenburgh en andere stadskastelen in Utrecht
- Kasteel Elburg
- Maarten van Rossumhuis in Zaltbommel
- Diverse restanten van middeleeuwse poorthuizen en woontorens in Maastricht
- Stadskasteel Gruuthuse in Brugge
- Middeleeuwse woontorens in onder andere Keulen, Trier, Regensburg, Bologna en San Gimignano

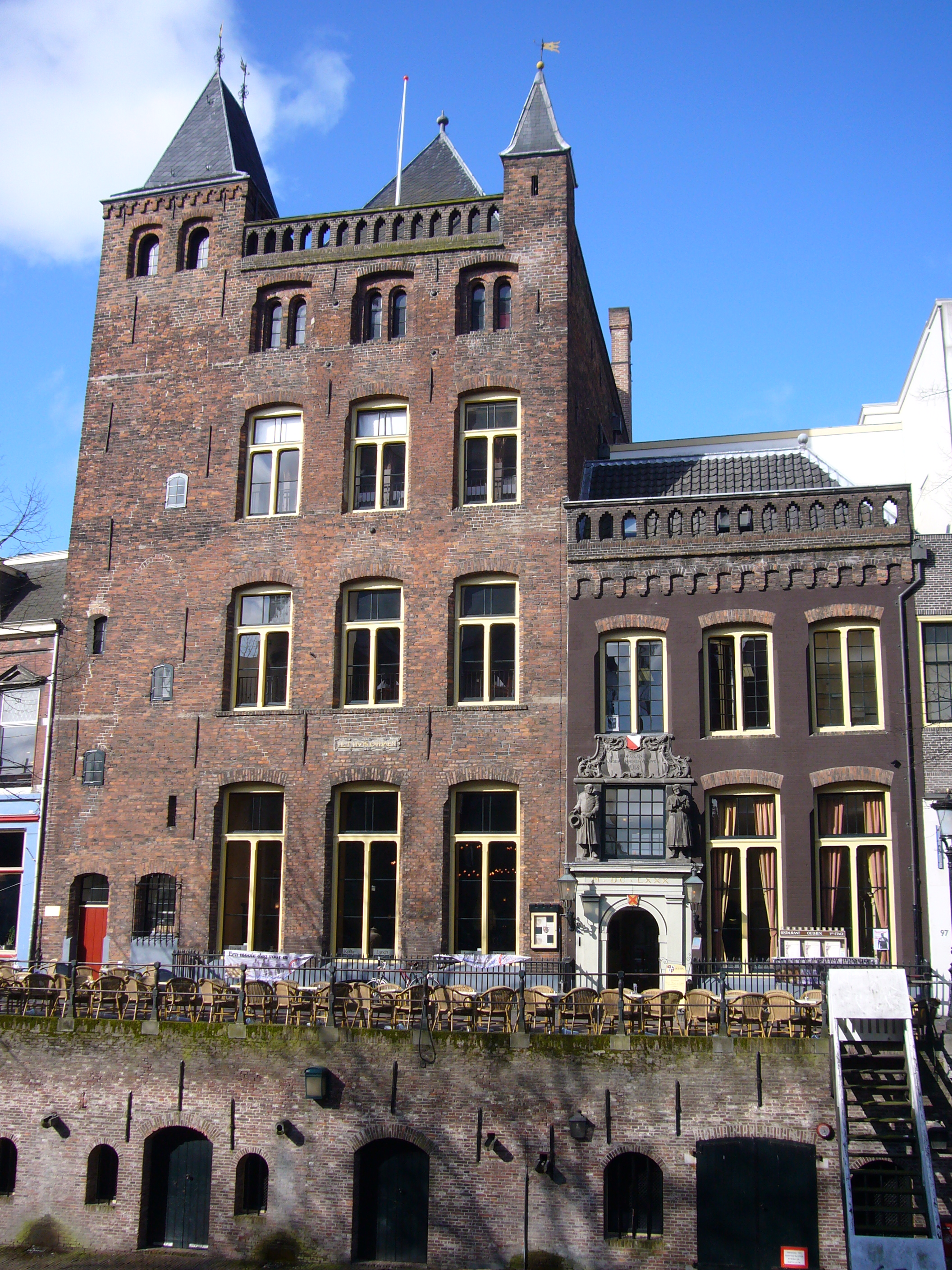
Oudaen, Utrecht
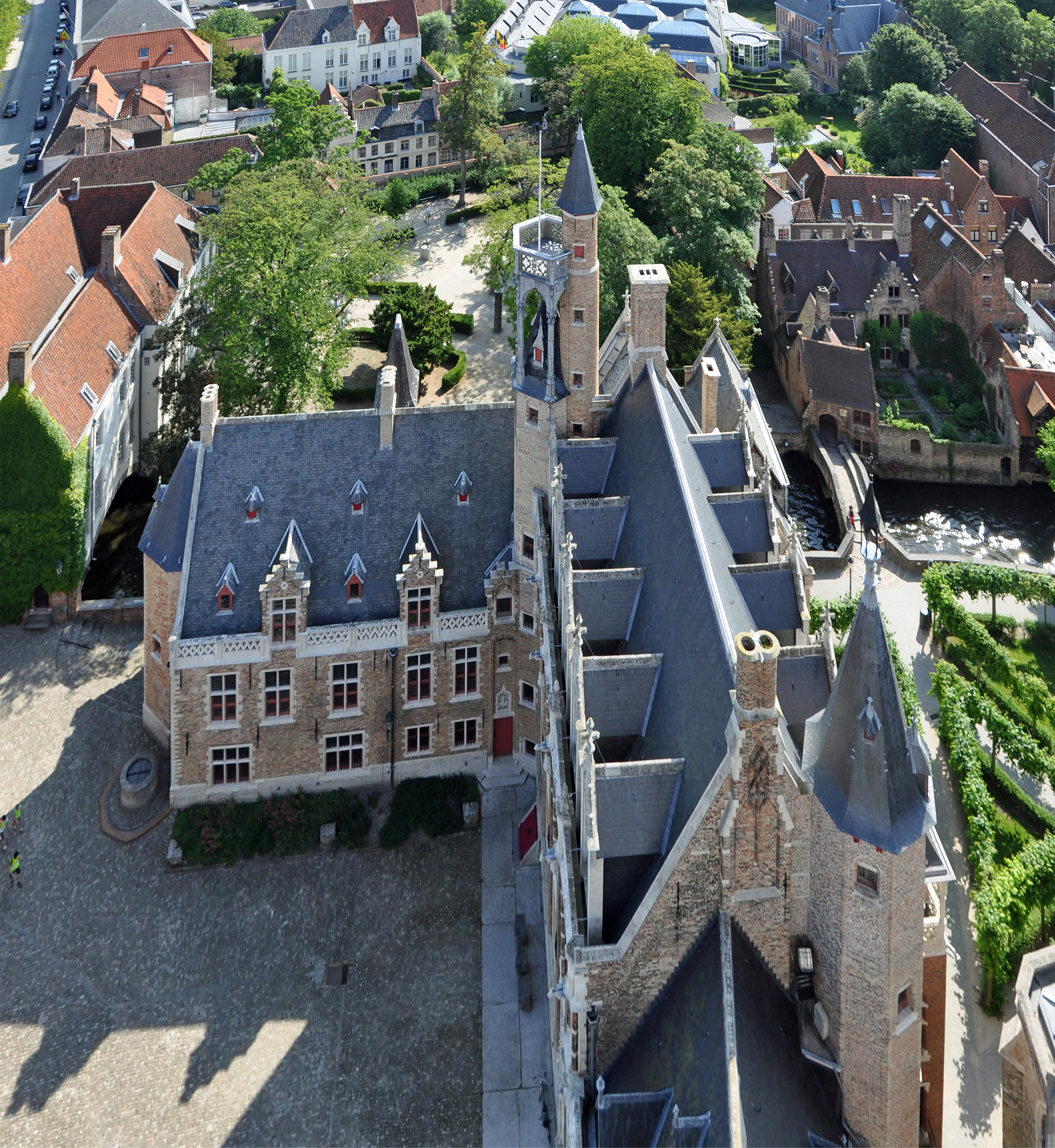
Gruuthuse, Brugge
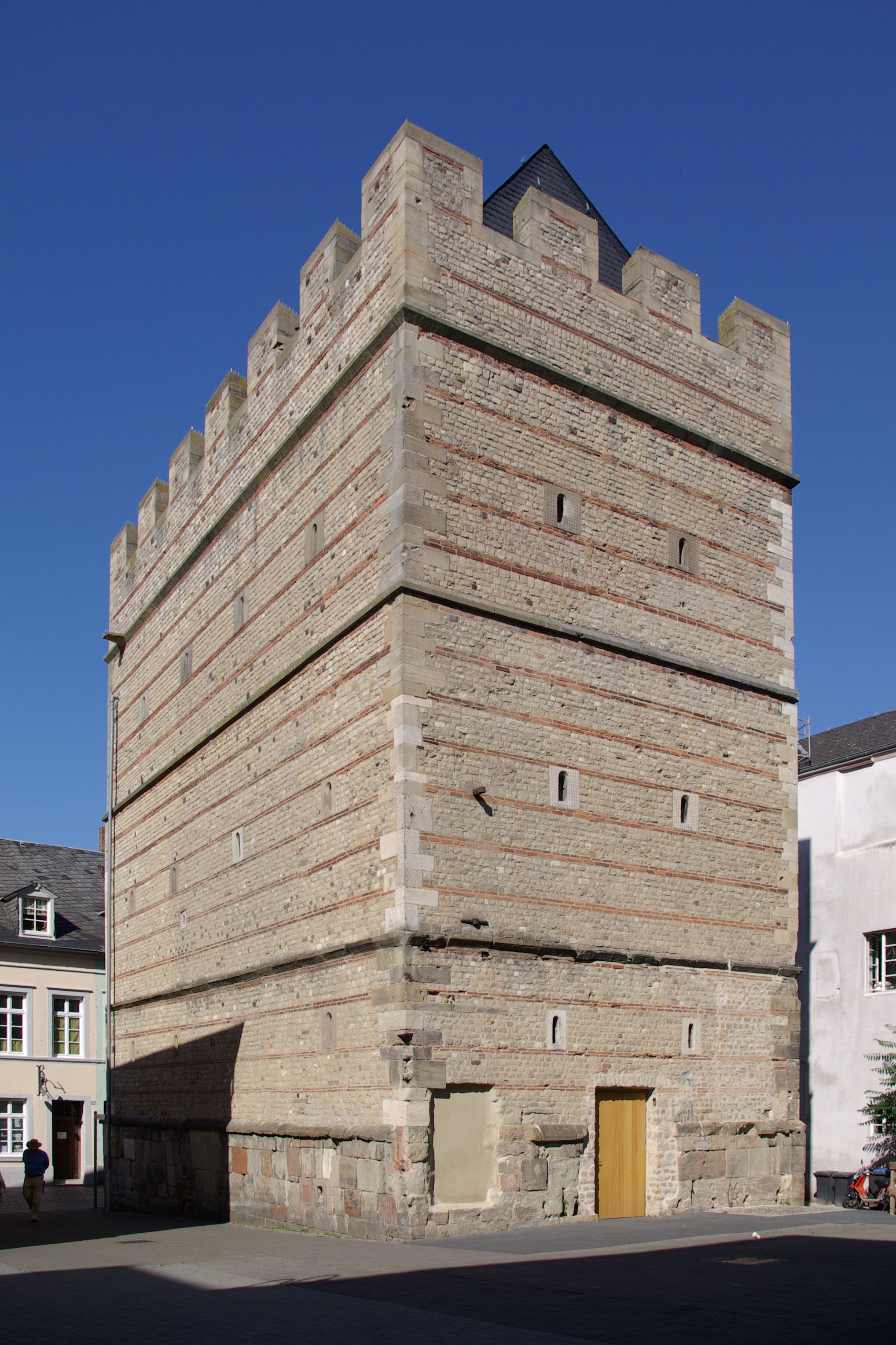
Frankenturm, Trier
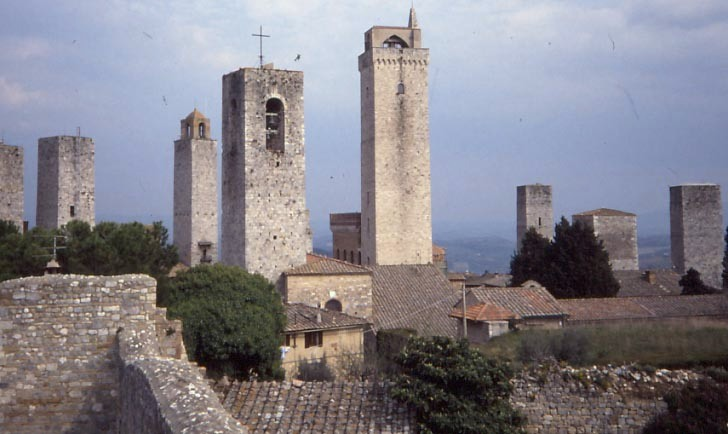
San Gimignano

## Begripsverwarring
Enkele auteurs gebruiken het woord 'stadskasteel' ook voor daadwerkelijke kastelen die integraal onderdeel uitmaakten van de verdedigingswerken van een stad. Een voorbeeld daarvan is het door N. Arts en anderen beschreven Kasteel van Eindhoven. Zo'n definitie is 'legitiem, maar ze is volledig in strijd met de algemeen gangbare definitie'.

## Noot
1. ↑  Hans L. Janssen, Boekbespreking in het Bulletin van de Koninklijke Nederlandse Oudheidkundige Bond van N. Arts, Het Kasteel van Eindhoven. Fragment via Google Books